# Desert Mice
Desert Mice är en brittisk komedifilm från 1959 i regi av Michael Relph.
Titeln anspelar på brittiska 7th Armoured Division, kallad Desert rats.

## Handling
En grupp fältartister uppträder i Nordafrika under ökenkriget. Av en slump lyckas de avslöja tyska spioner i leden.

## Rollista i urval
- Alfred Marks - major Poskett
- Sid James - Bert Bennett
- Dora Bryan - Gay Bennett
- Joan Benham - Una O'Toole
- Reginald Beckwith - Fred
- Irene Handl - miss Patch
- Patricia Bredin - Susan
- Liz Fraser - Edie
- Marius Goring - tysk major
- John Le Mesurier - stabsöverste
- M.E. Clifton James - fältmarskalk Montgomery